# 44 ou les Récits de la nuit
Pour plus de détails, voir Fiche technique et Distribution.
44 ou les Récits de la nuit est un film franco-marocain réalisé en 1981 par Moumen Smihi et sorti en 1985.

## Fiche technique
- Titre : 44 ou les Récits de la nuit
- Réalisation : Moumen Smihi
- Scénario : Moumen Smihi
- Dialogues : Mohamed Bennis
- Photographie : Abdelkrim Derkaouin et Pierre Lhomme
- Son : Gilbert Pereira
- Montage : Moumen Smihi
- Musique : Guido Baggiani et Ben Yarmolinsky
- Production : Imago Films International - SMDC - BCM - Filmodie
- Pays :  France -  Maroc
- Durée : 115 minutes
- Date de sortie : France - 8 mai 1985

## Distribution
- Pierre Clémenti
- Abdelslam Faraoui
- Marie-France Pisier
- Naima Micharat
- Christine Pascal
- Khady Thiam
- Mohamed El Habachi
- Naima Lamcharki

### Sélections
- Festival international du jeune cinéma de Hyères 1981[1]